# Historia de la automoción

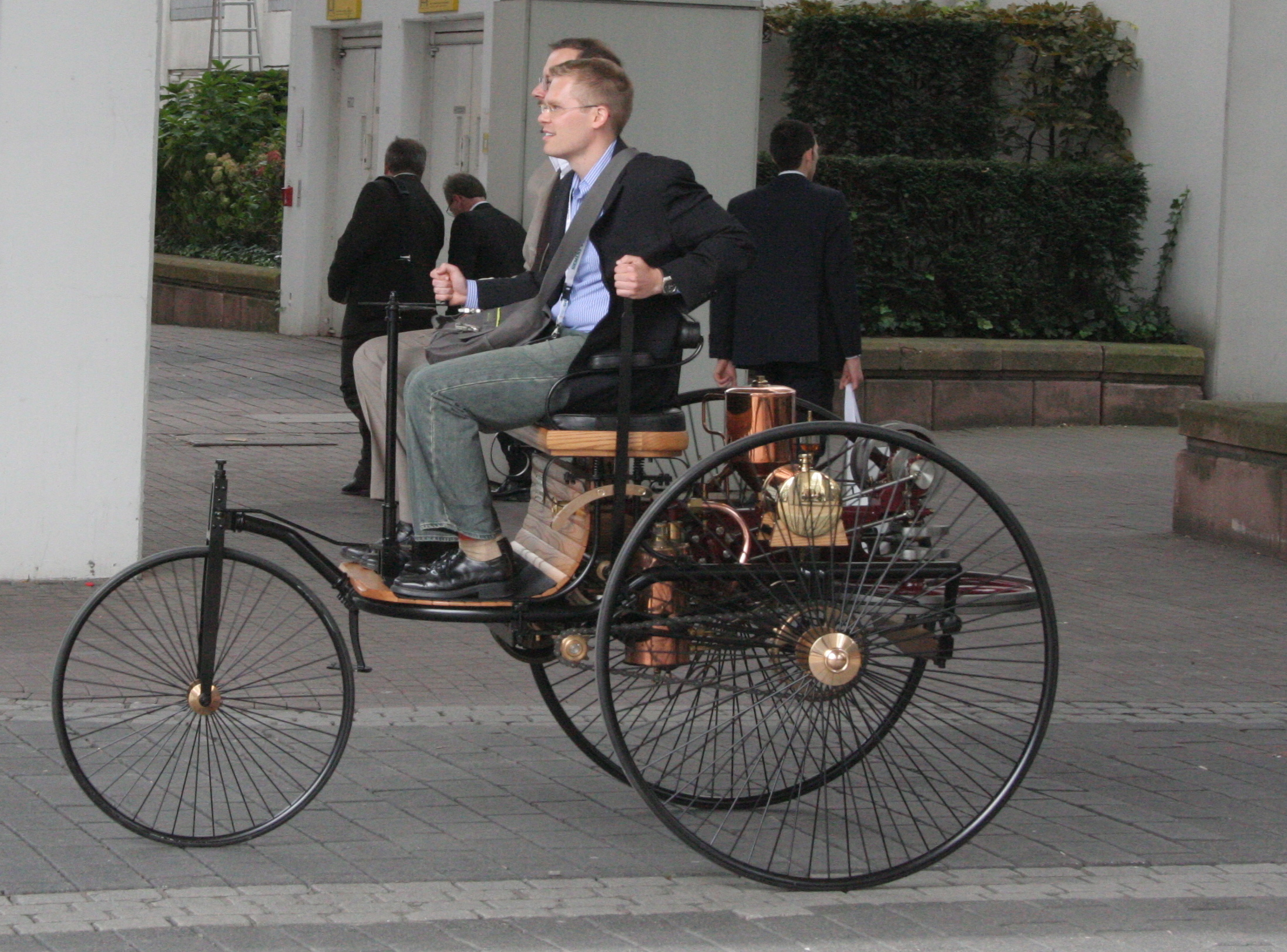
Réplica de un automóvil patentado en 1886 por Karl Benz, en el Salón del Automóvil de Fráncfort de 2007: el primer coche en fabricarse con motor de combustión interna.

La  historia de la automoción, en sentido estricto, comienza en el siglo XVII. La palabra deriva del griego αὐτός autós, «a sí mismo», y del latín mobilis, «que se mueve», sobre todo para distinguir entre los vehículos a motor y los de tracción animal. De estos vehículos autopropulsados se conocieron muchos tipos diferentes a través de las épocas.
Una forma de clasificarlos sería el método empleado para la propulsión; desde este punto de vista, los más significativos fueron los impulsados por vapor del siglo XVIII.  

## Los albores de la automoción: siglos XVII y XVIII

### Etapas del vapor

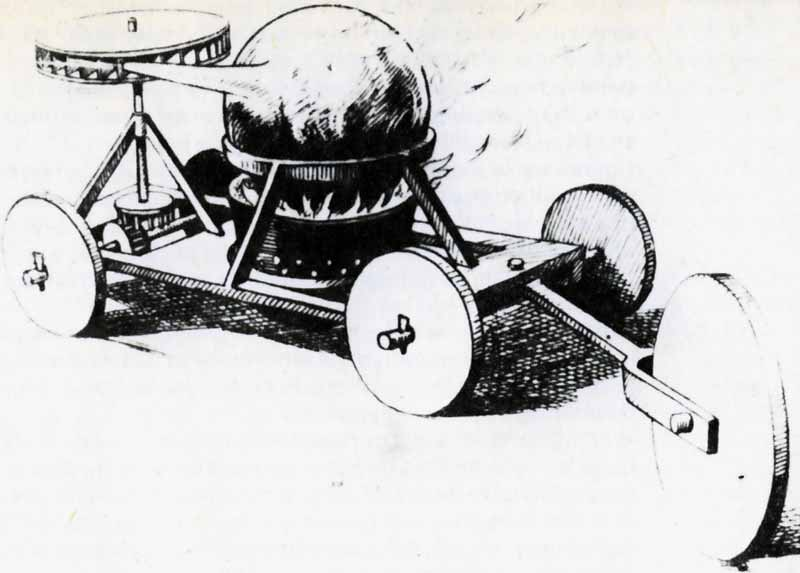
Máquina de Verbiest en 1678

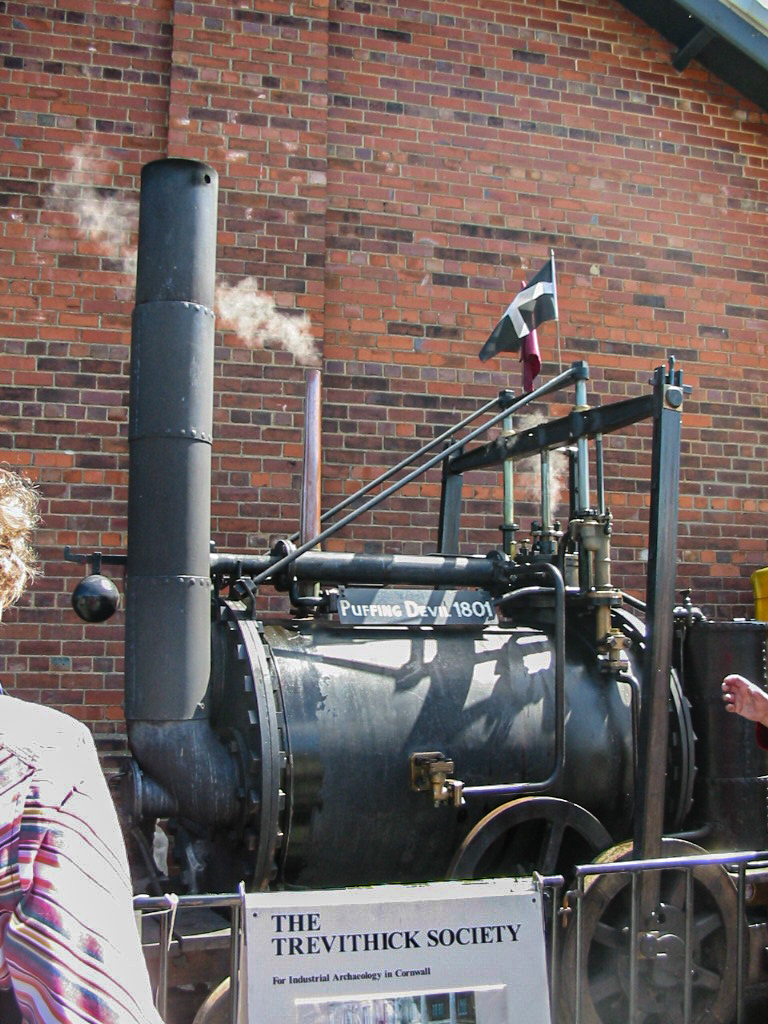
Réplica de la locomotora de Richard Trevithick de 1801

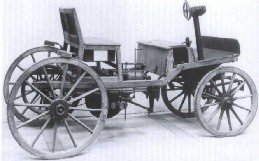
Segundo Coche de Marcus (1888) (Technical Museum Vienna).

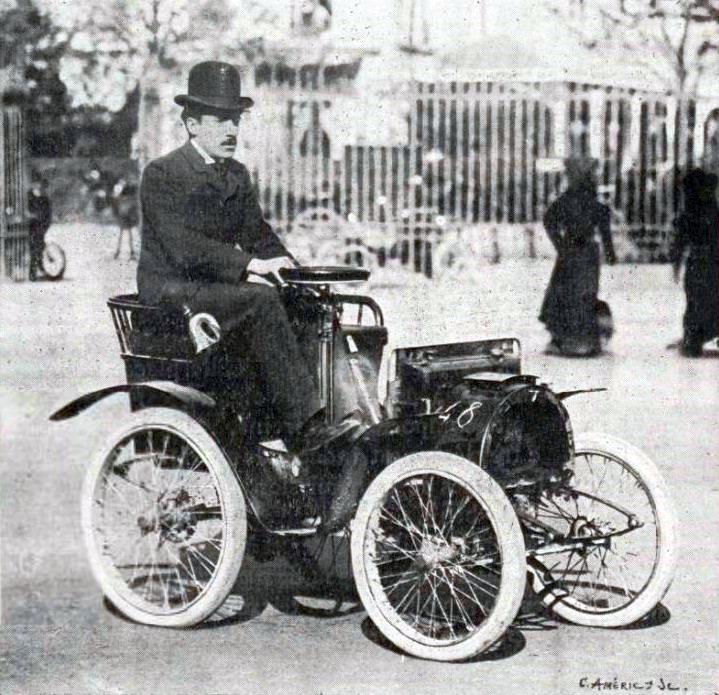
Louis Renault dirigiendo un Renault Voiturette, 1903.

El primer vehículo propulsado por vapor, fue diseñado y posiblemente construido por Ferdinand Verbiest en 1672.
En 1860, Etienne Lenoir patentó el primer vehículo por motor de combustión interna con gasolina. Se puede dividir la evolución en una serie de etapas marcadas por los principales hitos tecnológicos.[cita requerida]
Uno de los inventos más característicos del siglo XX ha sido sin duda el automóvil. Los primeros prototipos se crearon a finales del siglo XIX pero no fue hasta la primera década del XX donde el público empezó a mirarlos como algo útil. El automóvil recorre las tres fases de los grandes medios de propulsión: vapor, electricidad y gasolina.[cita requerida]
El primer vehículo a vapor (1769) fue el Fardier, creado por Nicolas-Joseph Cugnot. A él se le atribuye la construcción del primer vehículo o coche mecánico autopropulsado a gran escala en torno a 1769; creó un triciclo a vapor. También construyó dos tractores a vapor para el ejército francés, uno de los cuales se conserva en el Conservatorio Nacional de Artes y Oficios de Francia. Sin embargo, sus inventos se vieron limitados por problemas de suministro de agua y de mantenimiento de la presión del vapor.
En 1801, Richard Trevithick construyó y demostró su locomotora de carretera Puffing Devil, considerada por muchos como la primera demostración de un vehículo de carretera a vapor. No fue capaz de mantener una presión de vapor suficiente durante mucho tiempo y tuvo poca utilidad práctica.[cita requerida]

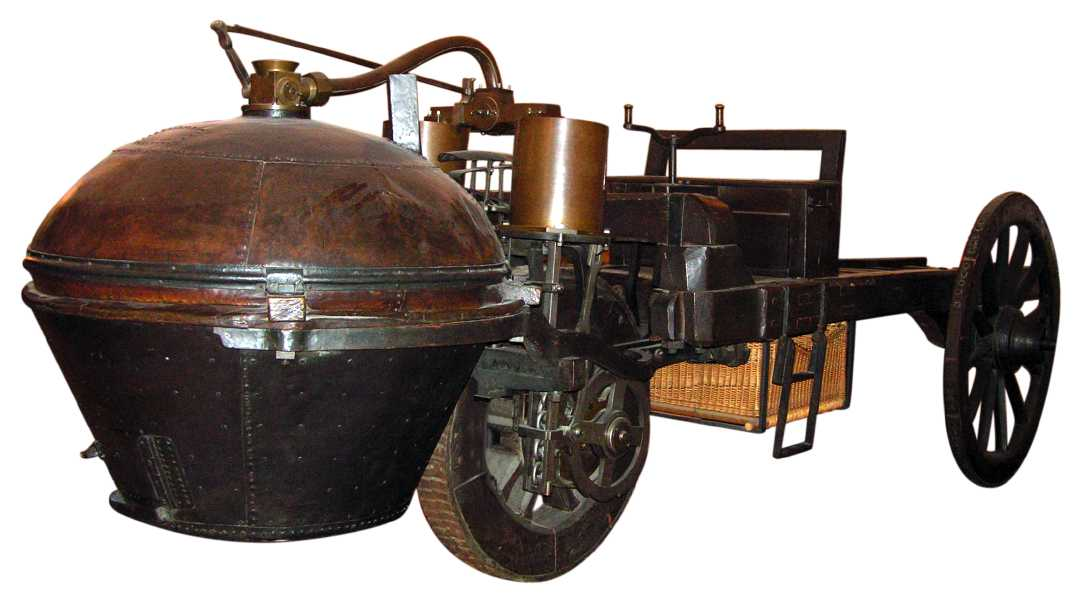
Automóvil de vapor de Cugnot, versión de 1771.

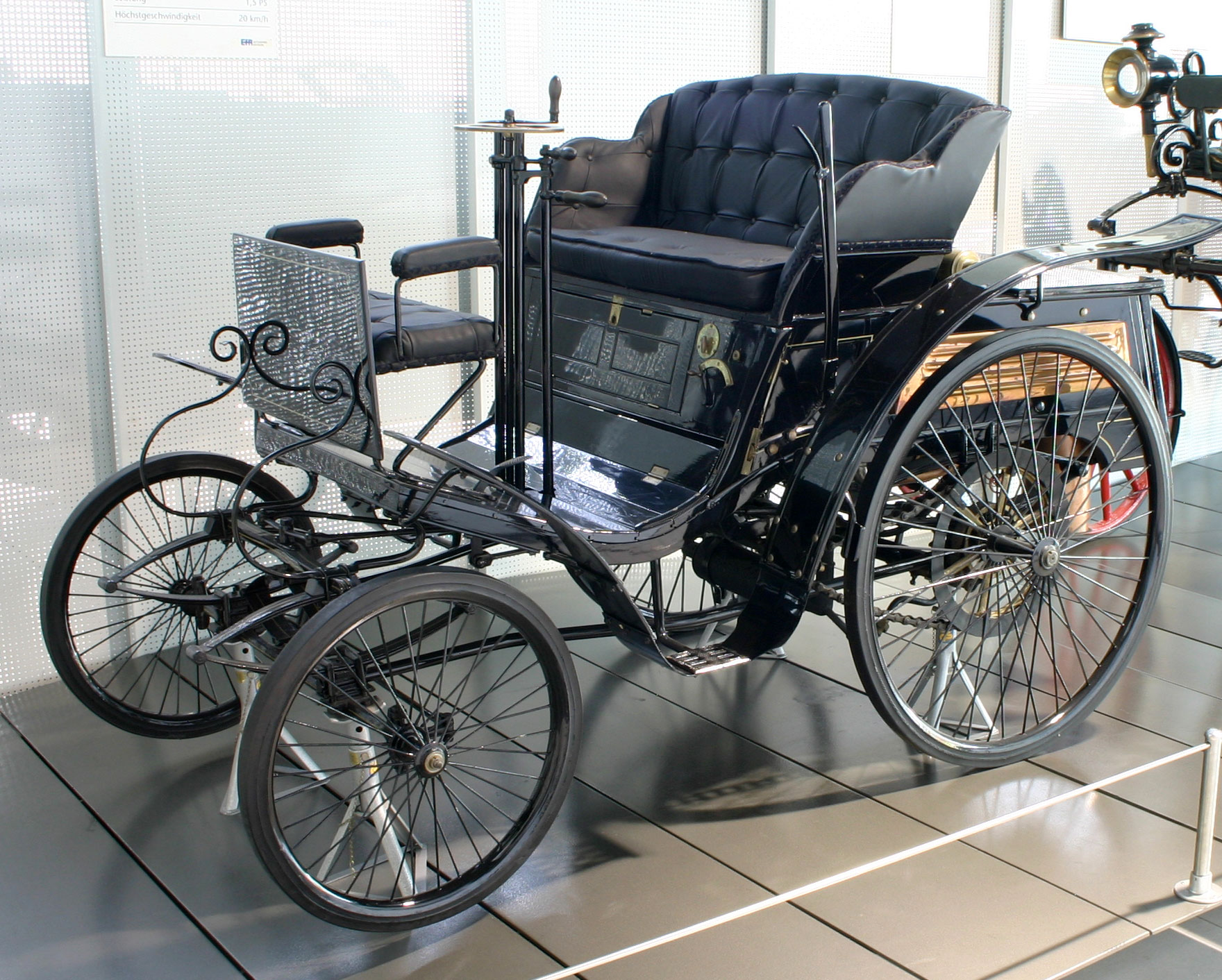
Modelo Benz "Velo" (1894) por el inventor alemán Carl Benz - entrado en una carrera de automóviles ya como un vehículo de motor.

El primer automóvil con motor de combustión interna se atribuye a Karl Friedrich Benz en la ciudad de Mannheim en 1886 con el modelo Benz Patent-Motorwagen. Poco después, otros pioneros como Gottlieb Daimler y Wilhelm Maybach presentaron sus modelos. El primer viaje largo en un automóvil lo realizó Bertha Benz en 1889 al ir de Mannheim a Pforzheim, ciudades separadas entre sí por unos 105 km. Cabe destacar que fue un hito en la automovilística antigua, dado que un automóvil de esta época tenía como velocidad máxima unos 20 km/h, gastaba muchísimo más combustible de lo que gasta ahora un vehículo a esa misma velocidad y la gasolina se compraba en farmacias, donde no estaba disponible en grandes cantidades.[cita requerida]
El 31 de agosto de 1908, Henry Ford comenzó a producir automóviles en una cadena de montaje con el Ford modelo T, lo que le permitió alcanzar cifras de fabricación hasta entonces impensables. Ford aprovechó el empuje de la Revolución industrial y comenzó a fabricar el Modelo T, en serie. Esto era algo nunca antes visto, ya que previamente todos los automóviles se fabrican a mano, con un proceso artesanal que requería de mucho tiempo. La línea de ensamble de Ford le permitió fabricar los Modelo T durante casi veinte años, en los cuales produjo quince millones de ejemplares.[cita requerida]
Nicolas-Joseph Cugnot, escritor e inventor francés, dio el gran paso, al construir un vehículo de vapor con motor de dos cilindros verticales y 50 litros de desplazamiento. La rueda delantera resultaba tractora y directriz a la vez, trabajando los dos cilindros directamente sobre ella. En 1770 construyó un segundo modelo, mayor que el primero, y que podía arrastrar 4,5 toneladas a una velocidad de 4 km/h. Con esta versión se produjo el que podría considerarse como el primer accidente automovilístico de la historia, al resultar imposible el correcto manejo del monumental vehículo, que acabó chocando contra una pared que se derrumbó fruto del percance. Cugnot todavía tuvo tiempo de construir una tercera versión en 1771, que se conserva expuesta en el Museo Nacional de la Técnica de París.
En 1784 William Murdoch construyó un modelo de carro a vapor y en 1801 Richard Trevithick condujo un vehículo denominado Puffing Devil Road Locomotive, en Camborne (Reino Unido). En estos primeros vehículos se desarrollaron innovaciones como el freno de mano, las velocidades y el volante.
En 1838, Walter Hancock construyó un faetón de cuatro plazas propulsado por vapor. Su "Infant" podría considerarse el primer taxi de la historia. Junto con "Era", "Enterprise", "Sun" y "Automaton" inauguró la era del transporte público sin tracción animal en Londres. Mostró el camino entre otros a Amédée Bollée (padre) quien en los años 70 del siglo XIX construyó en Le Mans notables automóviles y omnibuses.[cita requerida]
Una de las mayores dificultades de los vehículos de vapor era el calentamiento de la caldera, por lo que los constructores se empeñaron en buscar un sustituto líquido; se mencionan entre otros a Joseph Wilkinson y Joseph Ravel.[cita requerida]

### Combustibles del petróleo
En 1815 Josef Božek, construyó un auto con motor propulsado a aceite.
El belga Etienne Lenoir hizo funcionar un coche con motor de combustión interna alrededor de 1860, propulsado por gas de carbón, se denominaba Hippomobile. En su patente se mencionaba el encendido eléctrico de la mezcla de aire y combustible, una novedad con respecto a los tubos incandescentes que se conocían hasta ese momento.[cita requerida]
A partir del sistema Lenoir de motor de dos tiempos, Nikolaus Otto en Alemania en 1876 construyó y patentó el primer motor práctico de cuatro tiempos, cuyo principio había sido enunciado en 1866 por el francés Beau de Rochas.[cita requerida]
Alrededor de 1870, en Viena, el inventor Siegfried Marcus hizo funcionar el motor de combustión interna a base de gasolina, conocido como el “Primer coche de Marcus”. Inicialmente estuvo equipado con un motor de dos tiempos, pero después se cambió por uno de cuatro tiempo. En 1883, Marcus patentó un sistema de ignición de bajo voltaje que se implantó en modelos subsiguientes.[cita requerida]
En 1879 Georg Baldwin Selden presenta en Estados Unidos la patente N.º 549.160, que describe en todos sus detalles la construcción de los automóviles de gasolina, con un motor de dos tiempos. Aunque no se le concedió hasta 1895, y no se realizó un vehículo con arreglo a lo planos de la misma hasta 1899, tuvo como consecuencias que la mayor parte de emprendedores que deseaban fabricar sus vehículos se uniesen en una asociación autorizada para hacer uso de la patente.[cita requerida]
Suele aceptarse que los primeros automóviles con gasolina los desarrollaron ingenieros alemanes trabajando independientemente: Karl Benz construyó su primer modelo (el Benz Patent-Motorwagen) en 1885 en Mannheim.[cita requerida]
En 1888, Bertha Benz viajó 106 km desde Mannheim hasta Pforzheim (Alemania), buscando demostrar el potencial del invento de su marido, haciendo de esta manera el primer recorrido largo de un automóvil en la historia.[cita requerida]
Benz lo patentó el 29 de enero de 1886 y empezó a producirlo en 1888. Este vehículo es reconocido por la mayor parte de los especialistas como el punto de inicio del automóvil. Poco después, Gottlieb Daimler y Wilhelm Maybach, de Stuttgart, diseñaron su propio automóvil en 1889.[cita requerida]
En 1892 obtuvo Rudolf Diesel una patente relativa a una «nueva máquina térmica racional» con un rendimiento térmico mayor que el del motor de gasolina.[cita requerida]

### La electricidad

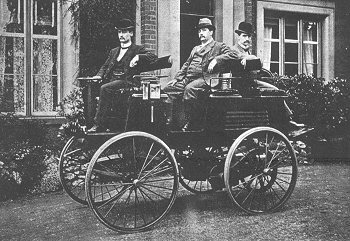
Coche eléctrico construido por Thomas Parker (1895).

Robert Anderson inventó el que sería el primer y rudimentario vehículo eléctrico entre 1832 y 1839, propulsado por celdas eléctricas no recargables. Desde 1881 existían varios vehículos impulsados por energía eléctrica, entre los que cabe mencionar los de William Morrison en Estados Unidos (1892), y los de la Coburger Maschinenfabrik: A. Flocken y de Gustave Trouvé, este último presentado en la Exposición Internacional de la Electricidad en París. La máquina eléctrica presentaba la ventaja de ser menos pesada que la de vapor, muy silenciosa; el problema que presentaba era la corta autonomía que tenía al irse descargando las baterías que propulsaban el motor eléctrico. Camille Jenatzy presentó su «bolido» La Jamais Contente en 1889, la velocidad que alcanzó era extraordinaria para la época: 105 km/h.

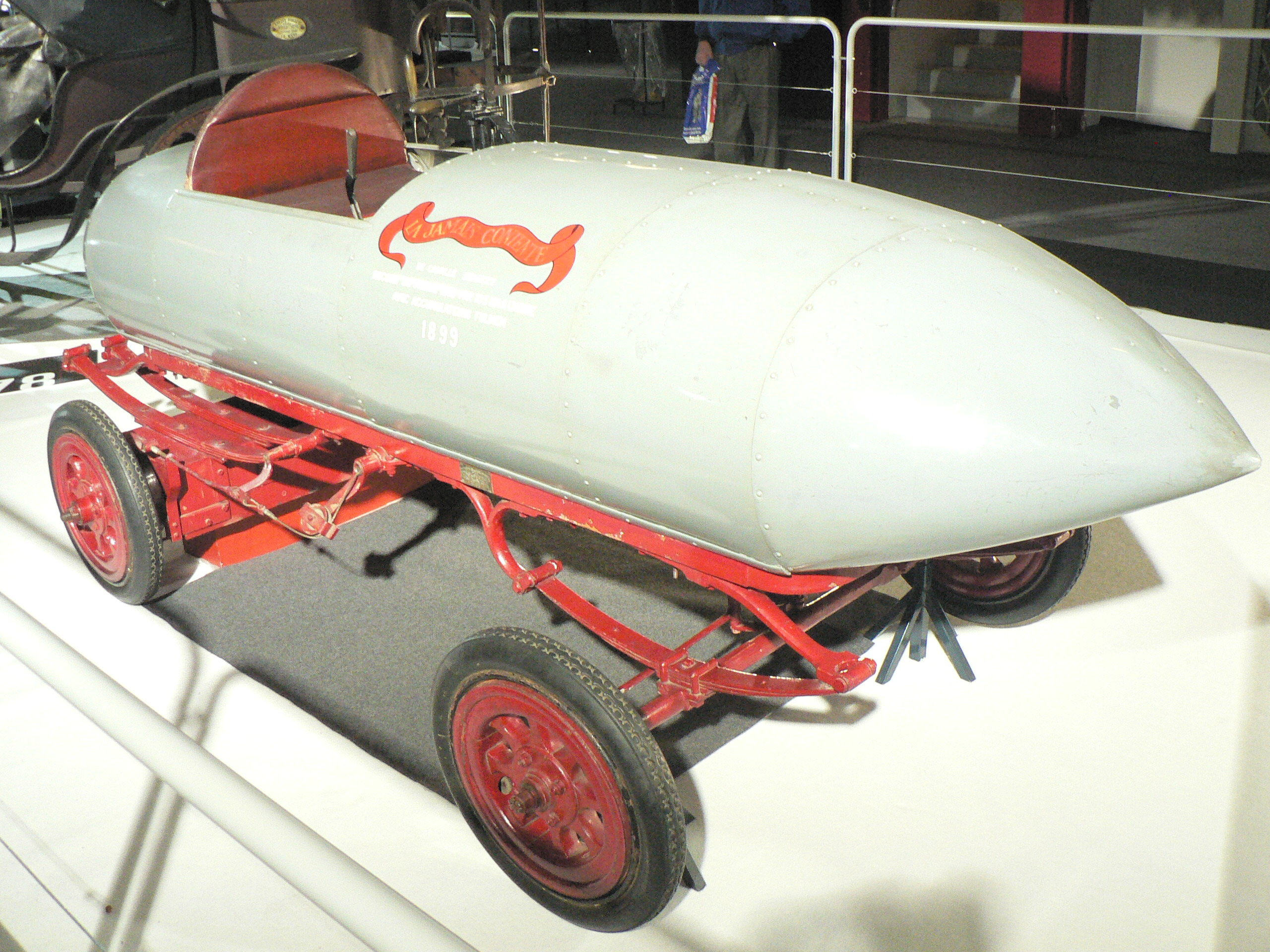
La"Jamais Contente" de Jenatzy

## SigloXX: etapa veterana
En 1900, la producción en grandes cantidades de automóviles ya había empezado en Francia y Estados Unidos. Como se demostró en el proceso de la patente de Selden, esta era para un motor de dos tiempos, siendo que todos los fabricantes que entonces se lanzaban a producir eran con motor de cuatro tiempos, por lo que ya no hubo impedimento para ellos.
El desarrollo de la automoción como medio de transporte generalizado fue posible gracias a la evolución en tres frentes simultáneos: la técnica, Los constructores o fabricantes, que formarían en su día la industria automotriz, y la competición.

### La técnica
Los mejores automóviles de esta época tenían un motor de dos cilindros, de 4 a 8 CV, salvo en casos excepcionales en que ya aparecían los primeros cuatro cilindros. El carburador, donde se preparaba la mezcla aire-combustible, era aún muy primitivo; el encendido del motor corría a cargo de un quemador de platino. Las válvulas de admisión se abrían cuando el pistón bajaba en el cilindro, mediante la aspiración; solo las válvulas de escape iban controladas por un árbol de levas. El par motor obtenido se transmitía luego a través de un embrague cónico de cuero a una caja de cambios muy brusca, no sincronizada, y de ahí a un eje transversal que arrastraba dos cadenas, necesarias para absorber los movimientos efectuados por el vehículo en sentido vertical, con respecto al eje trasero en contacto con el suelo debido a la suspensión.
Estas cadenas hacían girar a las ruedas traseras, cuyas llantas de hierro o de goma maciza tenían una adherencia muy precaria. Posteriormente y gracias a la aplicación del cardán se pudo prescindir de dichas cadenas.
Ya desde 1901 los mejores vehículos del siglo anterior quedaban sobrepasados; el encendido del motor eléctrico sustituyó a los tubos incandescentes, las dos válvulas iban controladas por árbol de levas, los primitivos tubos de refrigeración se sustituyeron por verdaderos radiadores de panal, se incorporó el eje cardan, las ruedas con neumáticos, el volante de dirección sustituyó definitivamente a la barra fija inicial.
Una contribución de primer orden fue el motor de arranque de Charles Kettering que permitió a los usuarios poner en marcha el motor térmico del vehículo sin riesgo de lesiones como ocurría previamente con el arranque por manivela.
A medida que la velocidad de los vehículos fue aumentando, se fue haciendo cada vez más importante el problema de detener la máquina. A este respecto, el freno a las cuatro ruedas representó tal mejora que los vehículos que los llevaban tenían que llevar detrás un triángulo rojo de advertencia para los que venían detrás.
Posteriormente, y tras muchos intentos, el freno hidráulico se fue incorporando; las tuberías de líquido a presión, con una frenada uniforme en cada eje, sustituyó a los cables, menos seguros, y a los accionamientos difíciles de ajustar y regular para las ruedas de cada lado.

### Los constructores
Las primeras compañías creadas para fabricar automóviles fueron las francesas Panhard et Levassor (1889), y Peugeot (1891).
Sin embargo, aunque Francia puede considerarse el país pionero en la concepción de la automoción, en Estados Unidos es donde la novedad alcanza toda su amplitud. En 1908, Henry Ford, tras haber presentado sus primeros modelos "Quadricycle" y "A"  en Estados Unidos, comenzó a producir sus primeros automóviles los "Modelo T" en grandes cantidades en una cadena de montaje, sistema totalmente innovador que le permitió alcanzar cifras de fabricación hasta entonces impensables. Competidores suyos eran entonces Oldsmobile y Cadillac, germen de lo que sería después la General Motors, fundada por William C Durant. Otros grandes constructores nacen en aquellos años: Dodge Brothers en 1914, anticipando el nacimiento de Chrysler en 1925.
En Alemania, la fusión de las empresas de Daimler-Motoren-Gesellschaft (Stuttgart), fabricante de los automóviles "Mercedes" y Benz & Cie fabricante de los vehículos "Benz" (Mannheim) en 1926, época de serias dificultades financieras para Alemania y en especial para las dos firmas se firmó debido a la situación de lucha a vida o muerte causada por la competencia extranjera. En ese año se produjeron en Estados Unidos 4 millones y medio de automóviles, en toda Europa medio millón, de los cuales solo la décima parte en Alemania. Los británicos, los franceses y los italianos, con mucho, se llevaban la parte del león. Todos sufrían las consecuencias de la crisis, excepto quizás Opel, debido a su fabricación en serie centrada en el futuro.

Logo de la General Motors, durante muchas décadas el mayor grupo automovilístico del mundo

Después de la fusión, los productos de la nueva empresa, tanto automóviles como vehículos industriales pasarían a llamarse "Mercedes-Benz", siendo hoy día uno de los colosos del sector.
Durante la edad de oro anterior a 1914 llegaron a la nueva industria varios hombres innovadores. Tres merecen ser citados de manera especial, a pesar de sus personalidades totalmente diferentes: Henry Ford, Henry Royce y Ettore Bugatti. Los tres se salían de las tradiciones al uso, pero era en lo único en que eran semejantes, ya que cada uno abrió camino en la industria a su manera.
Ford concibió un automóvil popular muchos años antes de que dicha idea se aceptase, y siguió con su idea en una época en que la automoción estaba reservada a los deportistas adinerados. El Ford T salió al mercado en 1908 con un precio de 600 $, y se produjo durante 20 años sin ninguna alteración esencial, al tiempo que el precio se iba reduciendo conforme la producción aumentaba. En este sentido Ford fue el padre de la automoción de masas.
Henry Royce siguió un camino totalmente diferente. Construyó su primer vehículo en 1903-1904. Aunque no era revolucionario, sin embargo había puesto tanto cuidado hasta en el más mínimo detalle que su calidad era única entre todos. Llegó a un acuerdo con Charles Rolls para que le suministrara chasis, tomando el producto el nombre Rolls-Royce. En 1906 se presentó el modelo que haría famosa esta marca como la de más calidad en el mundo, el Rolls-Royce Silver Ghost, debido a su silencio de funcionamiento totalmente inédito. A Royce y Rolls los podemos considerar los progenitores de la automoción de lujo.
Ettore Bugatti, nacido en Milán en 1881, siguió a su padre a Alsacia, hoy Francia pero entonces parte del Imperio Alemán; tras trabajar unos años para la firma Dietrich, se instaló en 1910 por su cuenta en Molsheim, cerca de Estrasburgo. Su primer modelo ya llevaba un Motor SOHC décadas antes de que este sistema fuese normal, mecanizado todo con una precisión de relojero. Los vehículos mucho más grandes y potentes apenas podían seguir el pequeño modelo "13", capaz de alcanzar ya 80 km/h. En el futuro sus vanguardistas motores llegarían a las más altas cimas de la competición. Bugatti en este sentido fue el padre de la tecnología de vanguardia.
En 1899 se fundó en Turín la Fiat, que llegaría a ser la principal fábrica automovilística italiana, acompañada posteriormente por Lancia y Alfa Romeo.
En 1898 Louis Renault sube la empinada Rue Lepic de París con su "Voiturette". Sus hermanos Marcel y Fernand crean la sociedad "Renault Frères", quedando Louis como asalariado para poder dedicarse al diseño y concepción de los vehículos. Hoy en día Renault es junto a Peugeot y Citroën la imagen de Francia en todo el mundo dentro del campo automovilístico.

### La competición

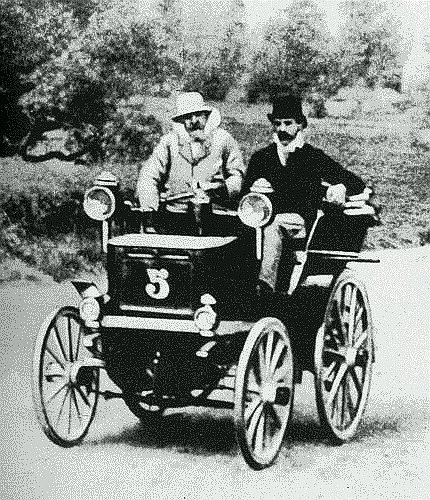
El Panhard & Levassor vencedor en la Paris-Bordeaux-Paris en 1895

Los rápidos progresos y los descubrimientos se debían al deporte ligado a la automoción. A partir de 1894 empezaron los concursos de velocidad y de seguridad. La primera carrera considerada como tal, aunque en sentido estricto ya había habido alguna antes en Inglaterra y Francia, fue la de París a Burdeos y regreso, entre el 11 y el 13 de junio de 1895, en la cual Émile Levassor llevó un Panhard et Levassor hasta la victoria, con una media de 24,5 km/h en un recorrido de 1175 km.
En 1901 la carrera París-Berlín fue ganada por Henri Fournier a la velocidad media de 71,4 km/h, digna de un automóvil actual con las carreteras de hoy en día. Hay que tener en cuenta que las carreteras no estaban asfaltadas, sino cubiertas de polvo.
Este período heroico terminó de modo súbito y trágico en 1903, en la carrera París-Madrid a causa de las muchas víctimas que se produjeron entre los corredores y los espectadores.
Un trofeo  muy famoso fue la Gordon-Bennett Cup, establecida por James Gordon Bennett, Jr.  el millonario dueño del New York Herald. Se corrió entre 1900 y 1905 y se competía entre Automóvil Clubs o naciones, y no entre individuos.

### Etapa del latón o protección delantera

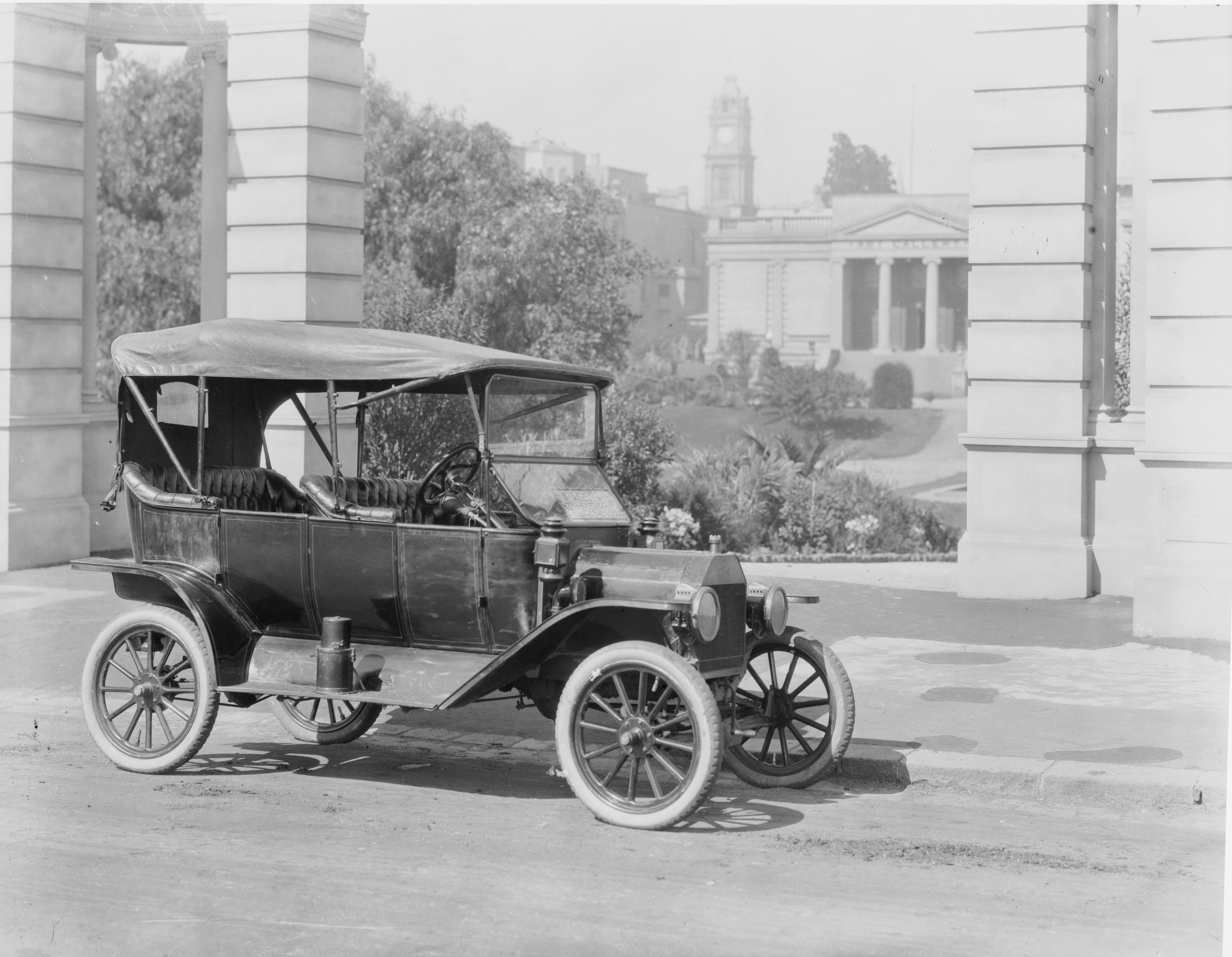
Ford modelo T (1908)

Así nombrada por el uso frecuente del latón para las carrocerías. En esta etapa, que podríamos situar entre 1905 y 1914, la estética de los automóviles aún recordaba a la de los antiguos coches de caballos. El
l Sistema Panhard que prácticamente ha llegado hasta nuestros días, con motor situado delante y transmisión a las ruedas traseras a través de una caja de cambios.
Otros inventos notables fueron incorporados, como el cardan y el diferencial; pero ninguno contribuyó más que el neumático, patentado en 1888 por el escocés John Boyd Dunlop, quien lo había concebido para su uso en bicicletas. El primero diseñado para automóviles fue el ideado por los hermanos Michelin.
En esta época empezó a aparecer el camión, con el objeto de  ofrecer una alternativa más flexible en cuanto a recorrido de transporte de mercancías, o complementario al ferrocarril.
Asimismo las necesidades de transporte público urbano llevaron a concebir el Autobús, como complemento al Tranvía eléctrico que era el sistema más usual hasta entonces.
- 1908-1927 Ford T - El primer coche popular por excelencia de Estados Unidos

### La automoción en la Gran Guerra
La Primera Guerra Mundial sirvió para poner de manifiesto el papel decisivo, junto al avión, del automóvil, el camión y su derivado el blindado. La ambulancia automóvil permitió salvar muchas vidas gracias a su velocidad.

### Etapa de época

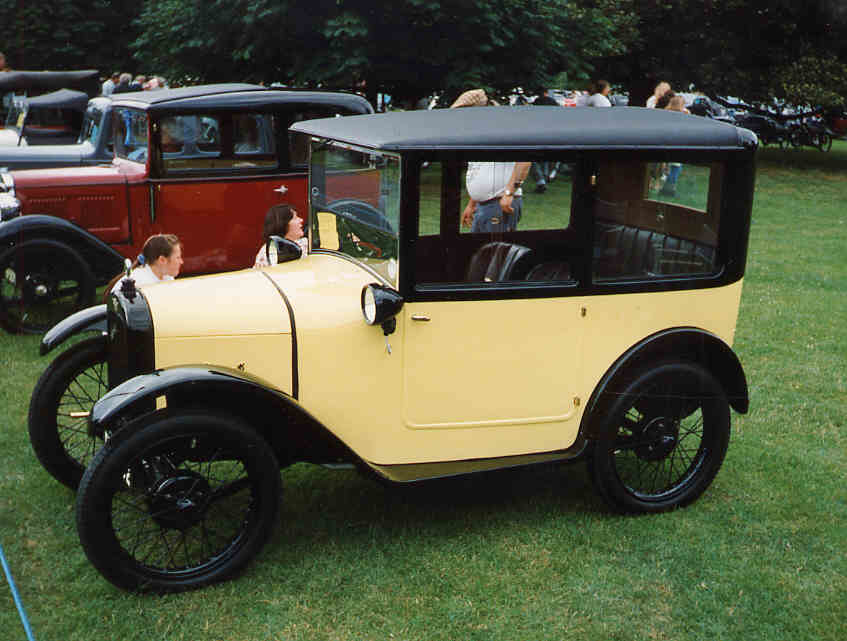
Austin 7 Box saloon (1926)

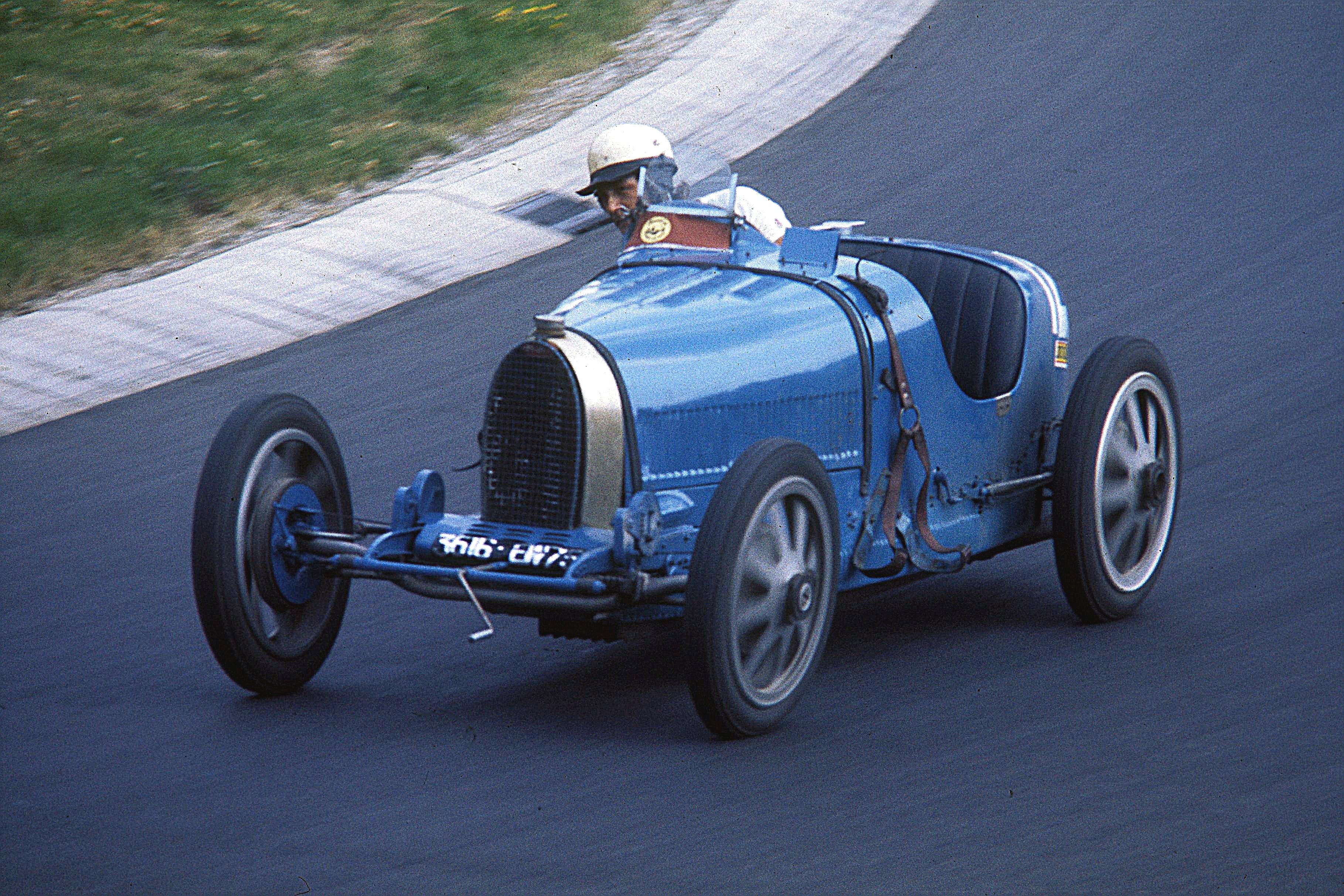
Bugatti Type 35 en una carrera de clásicos en 1976

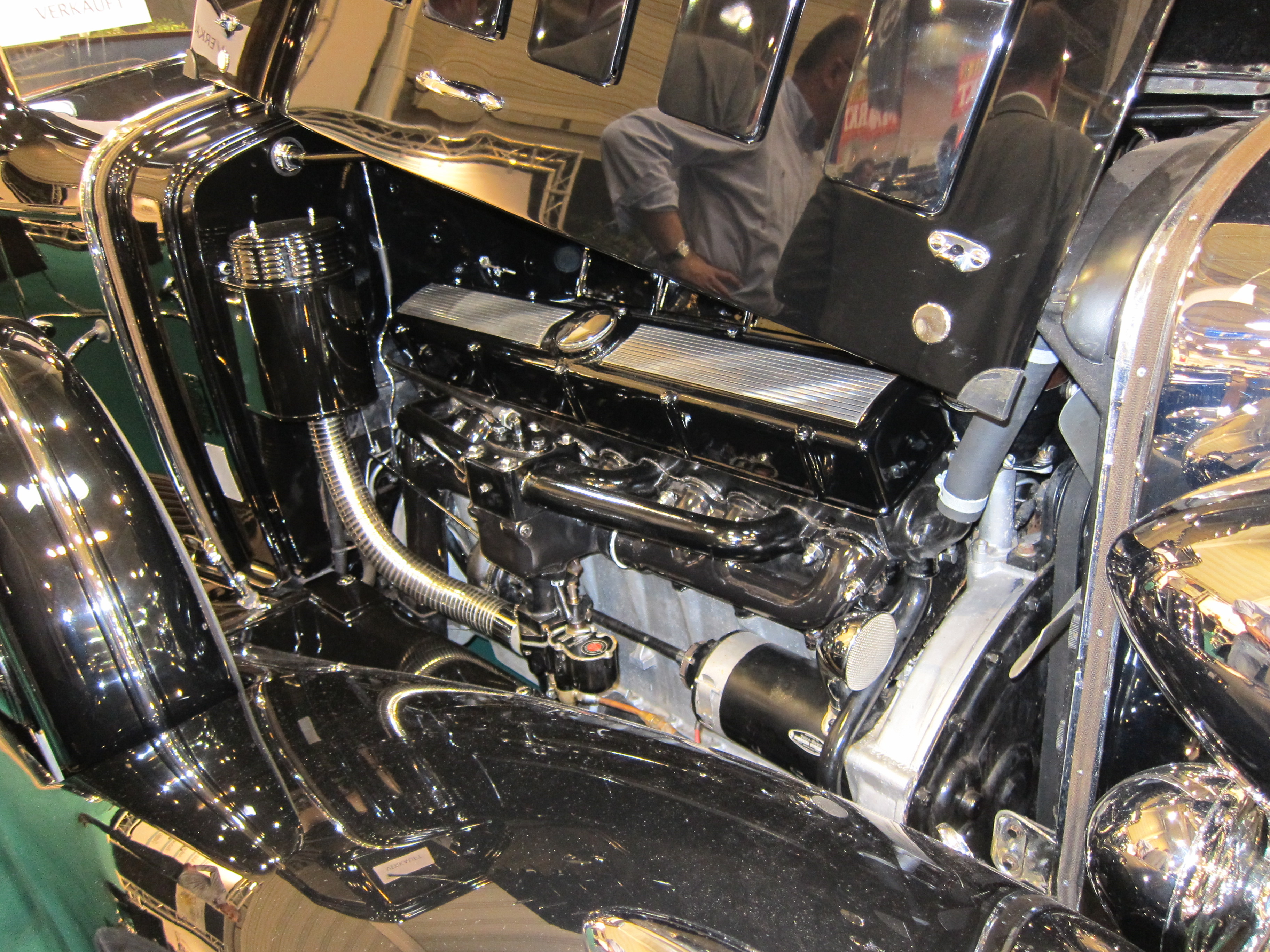
Motor del Cadillac V 16 1930

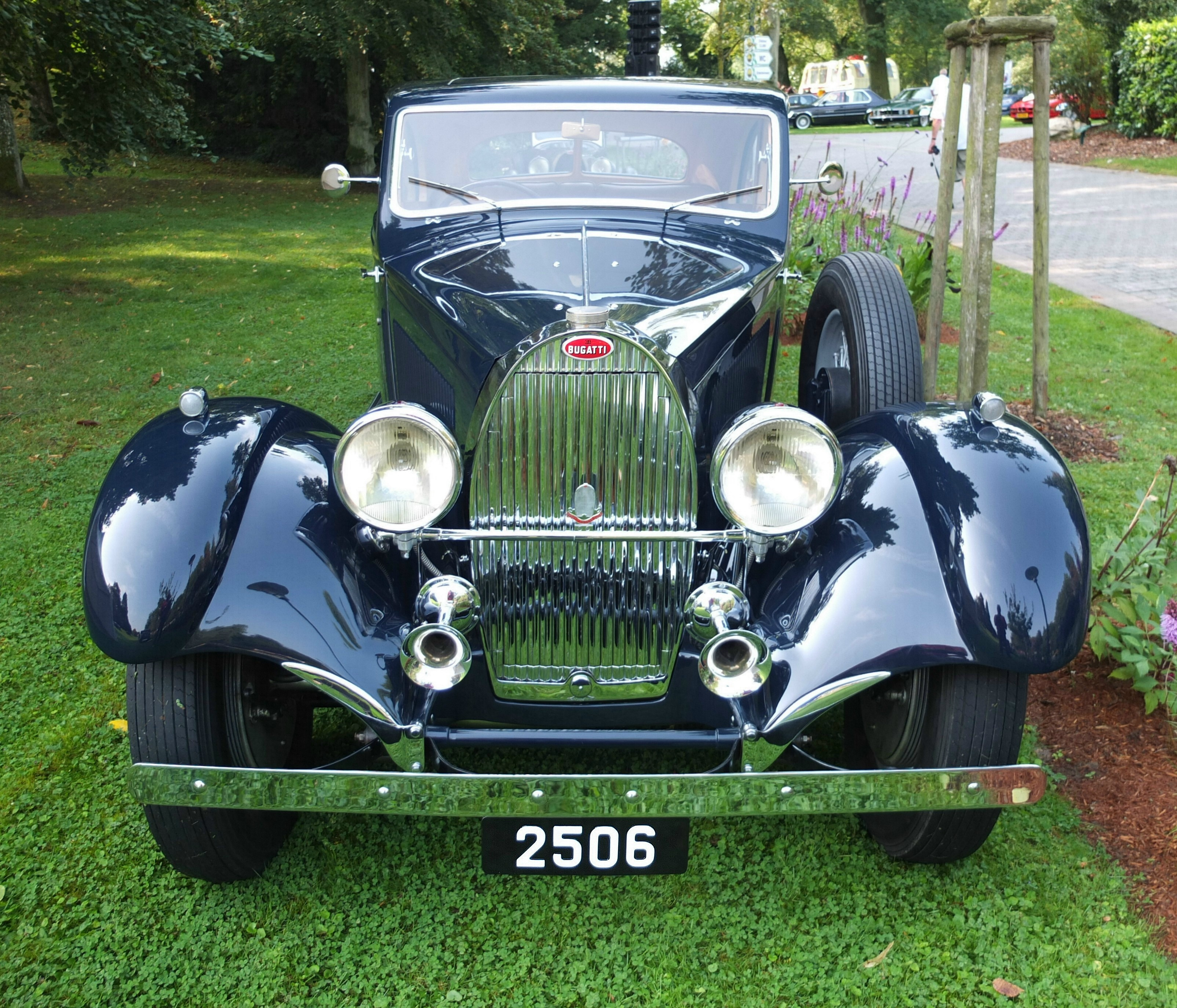
Bugatti 57

Comprende desde el final de la Primera Guerra Mundial hasta la Gran Depresión de 1929. Durante esta época el automóvil con motor delantero llegó a ser dominante, con carrocerías cerradas y mandos de conducción normalizados. En 1919, el 90 % de los vehículos eran abiertos; para 1929 el 90 % eran cerrados. Al mismo tiempo el desarrollo del motor de combustión interna fue avanzando de manera rápida, pasando de válvulas laterales SV a válvulas en culata OHV y árboles de levas en culata SOHC. El número de cilindros para vehículos de alta gama fue aumentando pasando de 4 cilindros en línea a 6 en línea, 8 en línea, V8, V12 y hasta V16. Otra innovación que empezó a aparecer en vehículos deportivos y de competición fue la sobrealimentación.
De esta época podemos destacar algunos vehículos relevantes:
- 1922-1939 Austin 7 - Uno de los primeros autos populares de Reino Unido
- 1924-1929 Bugatti Type 35 - Un exclusivo vehículo de competición, orgullo de la industria francesa
- 1930-1940 Cadillac con Motor V16 - El más prestigioso modelo de la General Motors

### Etapa de entreguerras

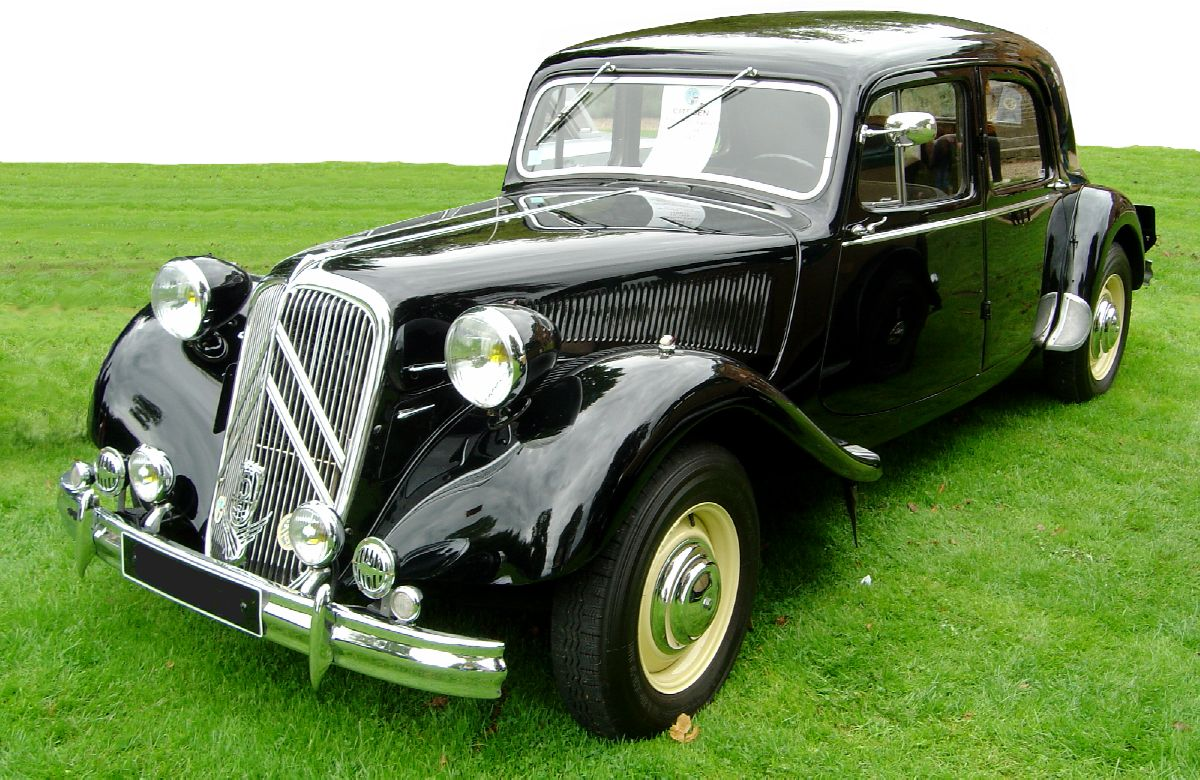
Citroën Traction Avant

Desarrollo de los coches completamente cerrados y de forma más redondeada, las aletas o guardabarros traseros se fueron integrando cada vez más en el capó motor, los faros se fueron integrando en las aletas y apareciendo también el compartimento para equipajes integrado en la parte trasera de la carrocería.
Una de las innovaciones frecuentes en los vehículos deportivos y de alta gama fue la Sobrealimentación
Una novedad en este período fueron los primeros vehículos con carrocería autoportante.
Automóviles significativos de este período:
- 1932-1934 Ford B - Introducción de un V8 (SV) para un vehículo de masas
- 1934-1940 Bugatti 57 - Vehículo de alta gama para clientes muy exigentes
- 1934-1956 Citroën Traction Avant - El primer vehículo de tracción delantera y carrocería autoportante producido en masa
- 1938-2003 Volkswagen Tipo 1 o Escarabajo; vehículo popular producido durante más de 60 años en muchos países

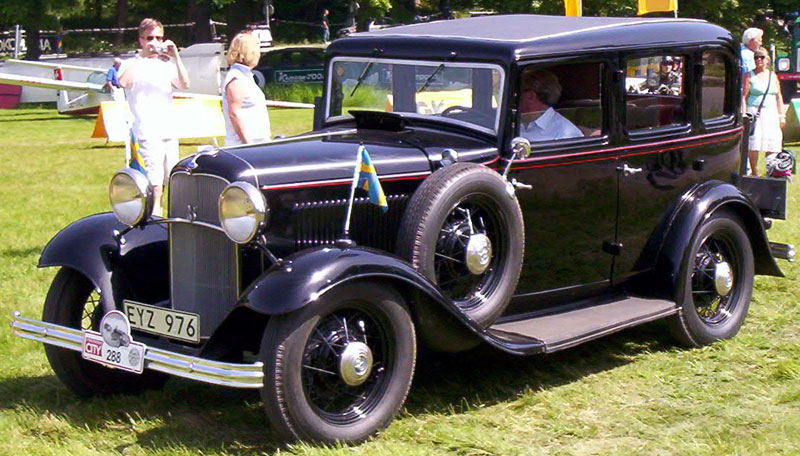
Ford B de 1932

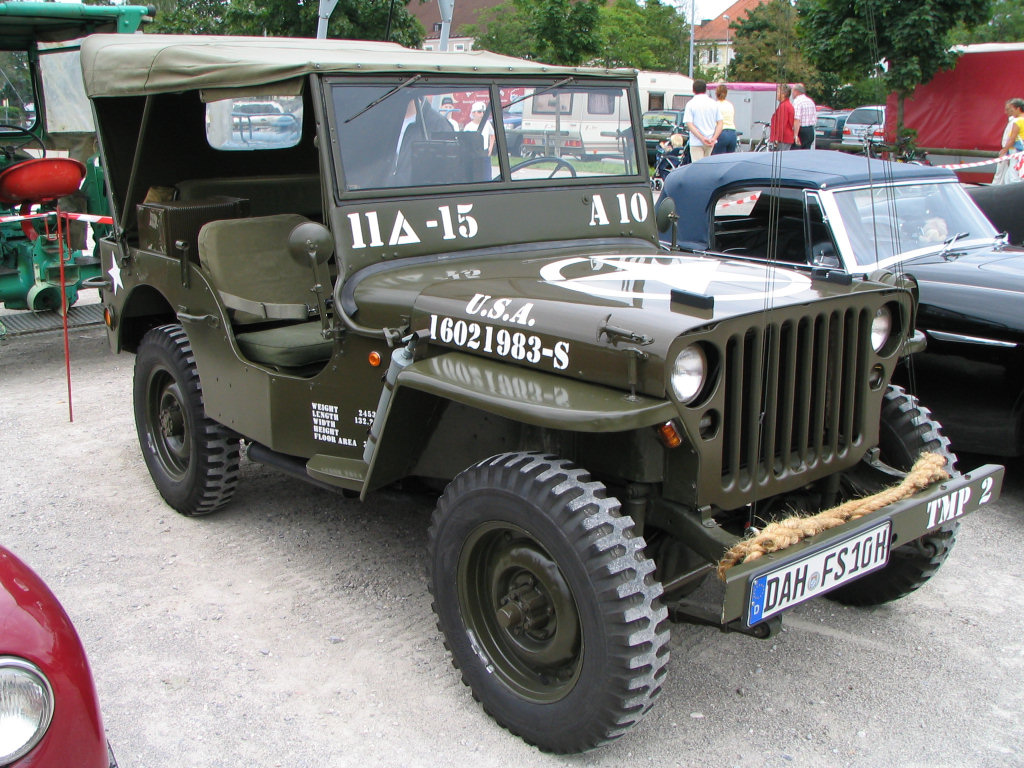
Jeep Willys de la 2ª G.M.

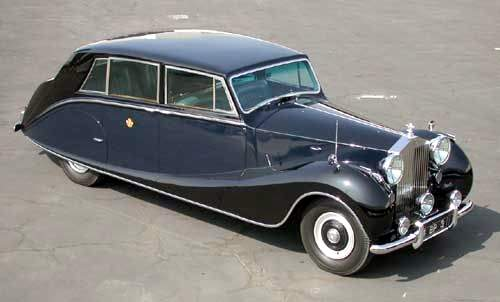
Rolls-Royce Phantom IV de 1953

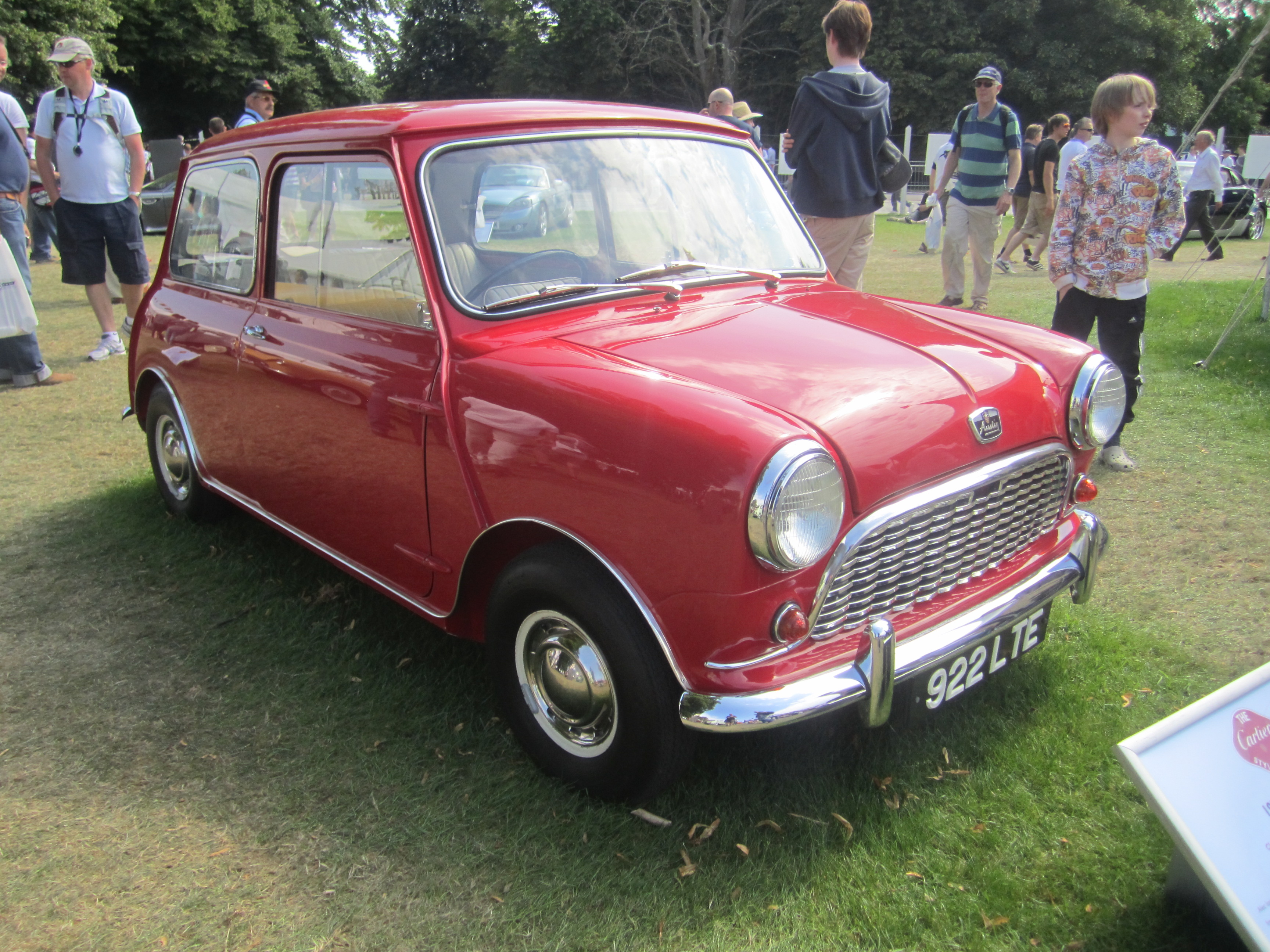
Primer Austin Mini

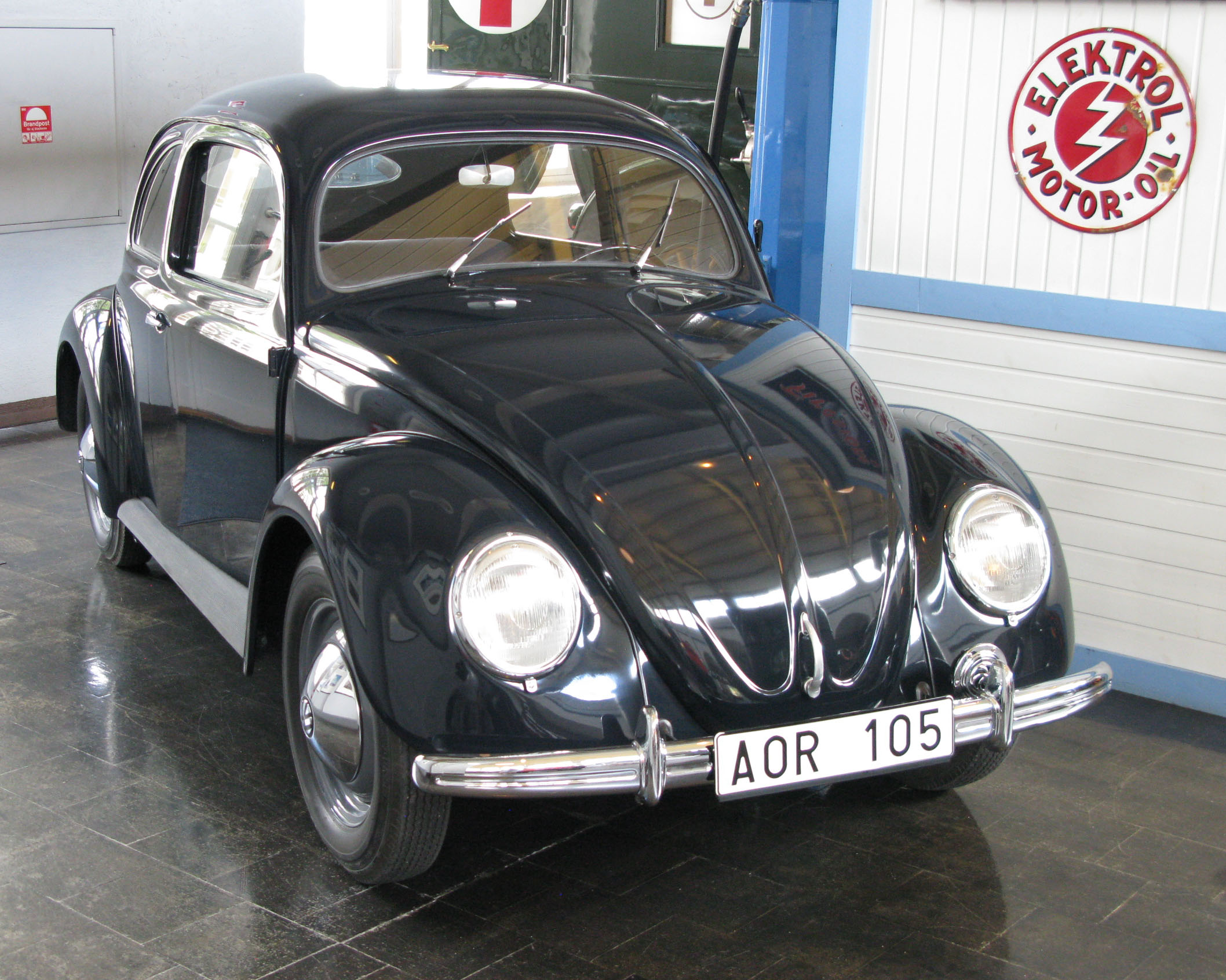
Volkswagen Tipo 1 de 1949

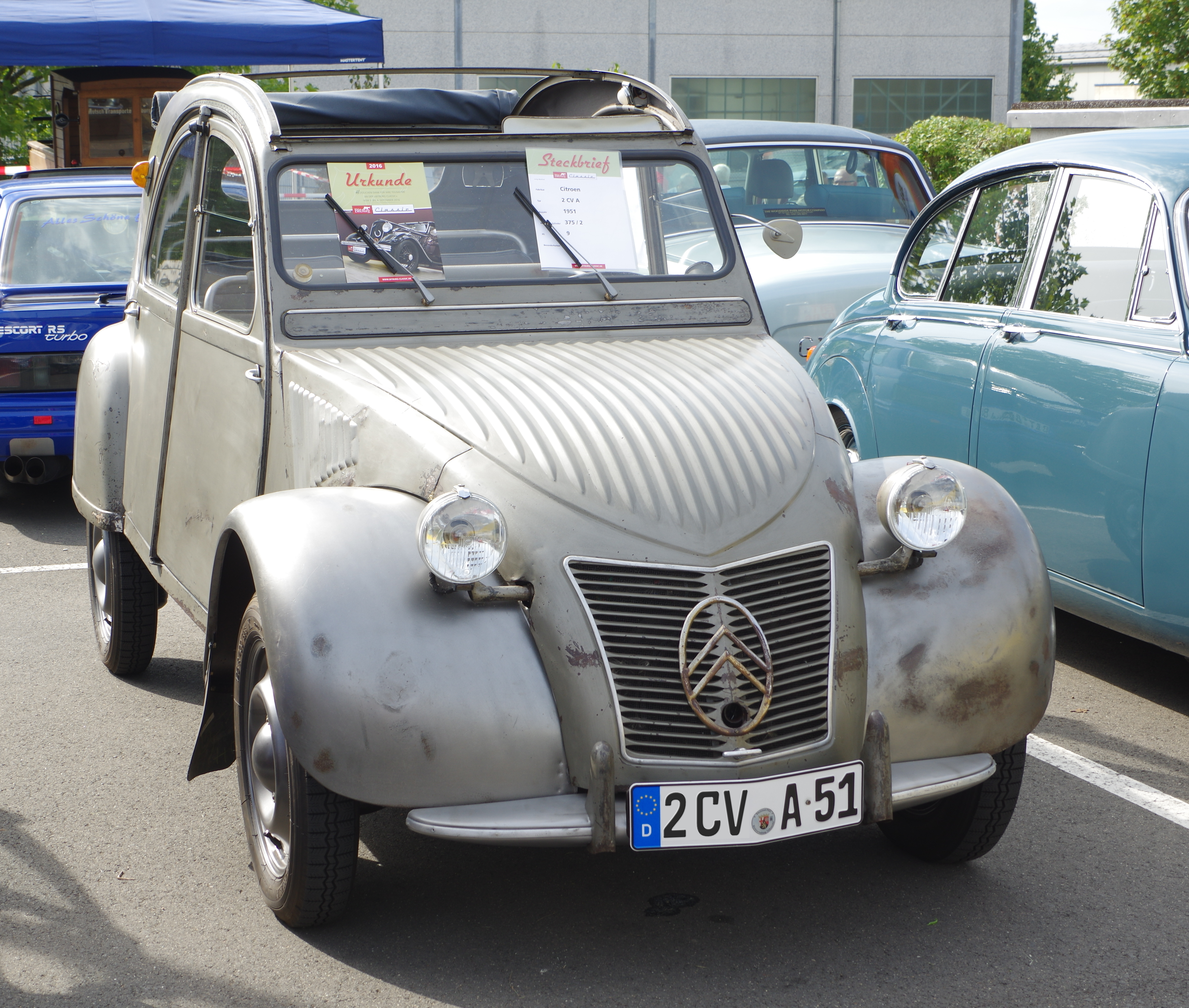
Citroën 2 CV primera versión

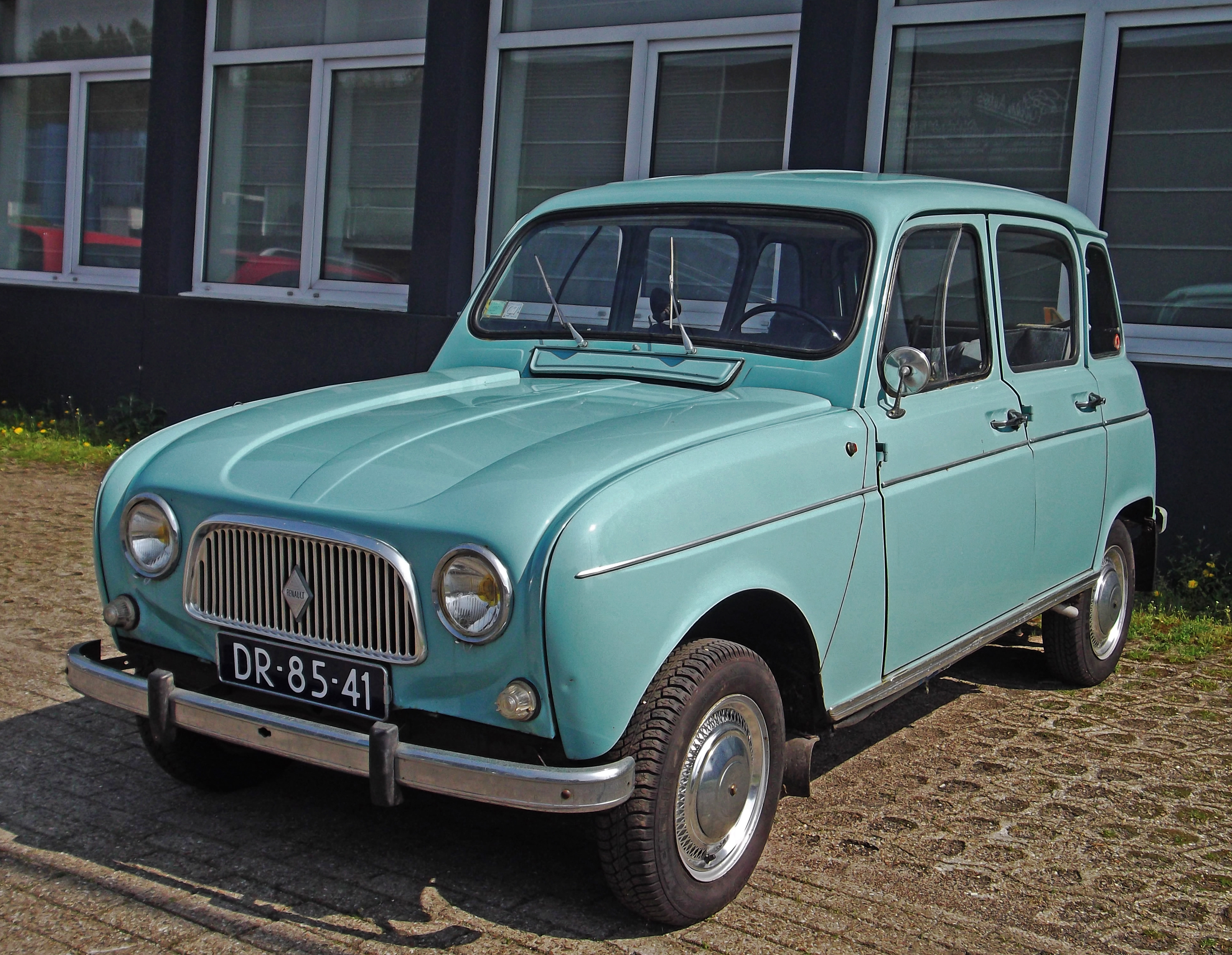
Renault 4L

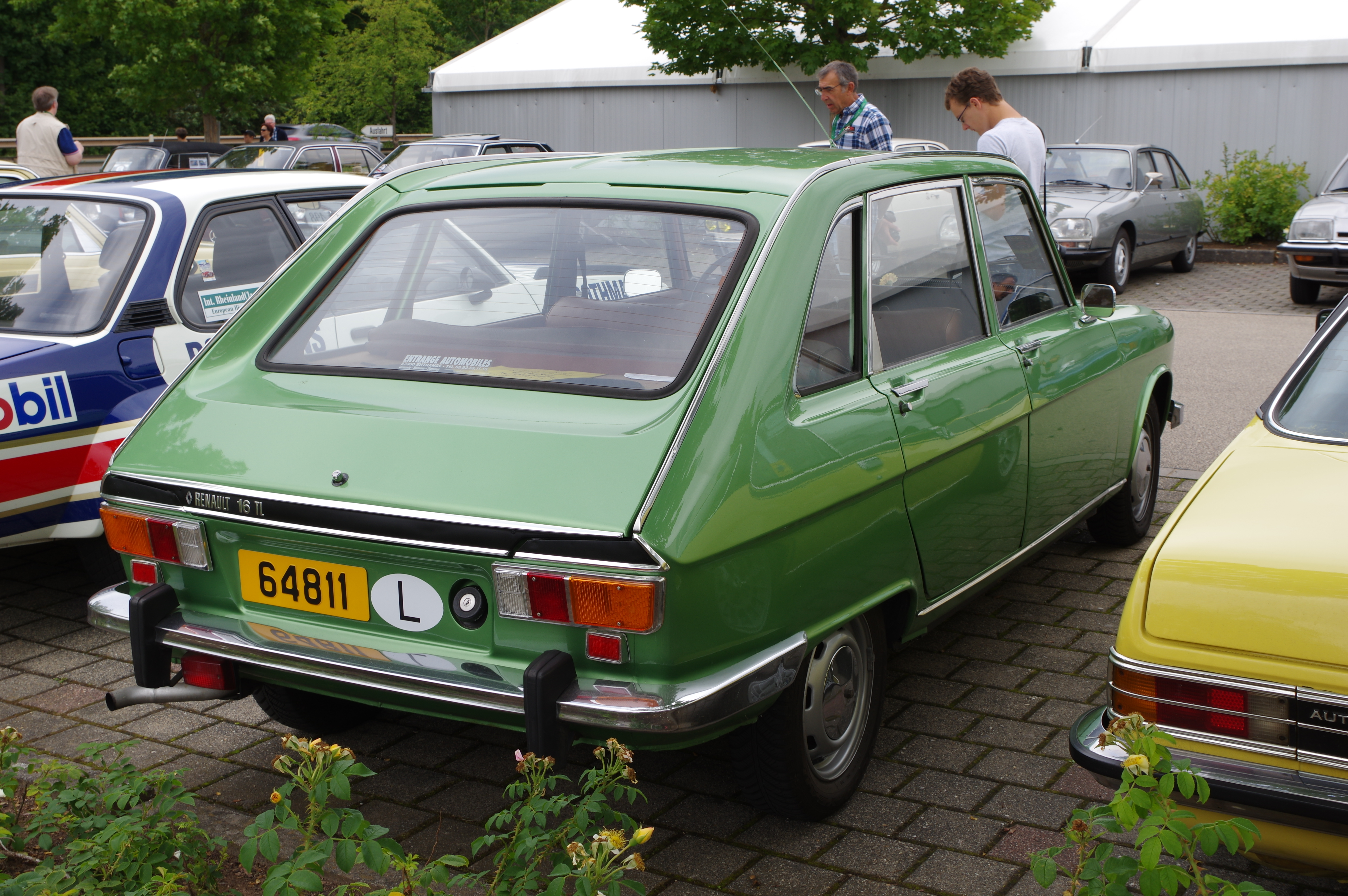
Renault 16 TL

### La Segunda Guerra Mundial
Este conflicto fue denominado, por la variedad y cantidad de los vehículos de todo tipo que se desarrollaron y usaron, como la «guerra de los motores».

### Etapa de posguerra
Caracterizada por el desarrollo de motores más seguros, eficientes y menos contaminantes. Entre otras cosas se extiende sobremanera en Estados Unidos el cambio automático y el aire acondicionado. Un componente muy importante de la seguridad activa es el Servofreno que empieza a aparecer en este período. En esta época surgen los constructores japoneses, alguno de los cuales como Toyota ha llegado al primer puesto en volumen de producción.
Empiezan a aparecer en Estados Unidos otras variantes de vehículos como los Station wagon, también llamadas Familiar o Ranchera según los países. Un precursor, varias décadas antes, de los Monovolumen es el Volkswagen Kombi o "Tipo 2" también llamado "Bulli", primero de la serie de los Transporter.
Otra variante de que empezó a raíz de la 2a Guerra mundial fue el Vehículo todoterreno, siendo el Jeep el primero de ellos, diseñado para las necesidades de la guerra. Las características principales de estos vehículos son: la Tracción en las cuatro ruedas como mínimo, y en muchos casos la Caja reductora, y sobre todo mucha altura del chasis sobre el suelo.
Algunos modelos representativos de esta etapa:
- 1948-1990 Citroën 2CV - Vehículo económico para el gran público, llamado así por su potencia fiscal en Francia
- 1955-1975 Citroën DS, el primer automóvil con frenos de disco
- 1961-1992 Renault 4 - Respuesta de Renault al 2 CV
- 1965-1980 Renault 16, el primer modelo de automóvil con carrocería liftback, simula las líneas de un sedán pero tiene puerta trasera al igual que todos los hatchback[12]

## Etapa moderna
Esta etapa la podríamos situar en los últimos 25 a 30 años, caracterizada por la estandarización cada vez más extendida, uso generalizado de plataformas de carrocerías autoportantes comunes, diseño asistido por ordenador, incremento considerable de la seguridad activa y pasiva, uso masivo de la electrónica para la gestión de los sistemas tanto de propulsión como de confort, concienciación cada vez más generalizada de los efectos de la emisión de gases contaminantes a la atmósfera.
Aparecen diferentes variantes de vehículos como los monovolumen de los cuales los primeros fueron el Chrysler Voyager y el Renault Espace.

#### La tecnología de los motores
Podemos citar desarrollos como la universalización de la tracción delantera y motor transversal para todos los vehículos de gama media-baja. Asimismo se generaliza en muchos mercados especialmente de Europa el motor diésel. En la mayor parte de motores se hace general el sistema de válvulas  DOHC el cual facilita en gran medida la adopción de 4 válvulas por cilindro, permitiendo un mayor llenado del cilindro y por tanto mayor rendimiento térmico.
La inyección de combustible aparecida de manera generalizada en los años 70 permite optimizar el consumo específico de los motores de gasolina, para posteriormente lograr un descenso en los valores de emisiones de gases. La evolución de la electrónica de control ha sido decisiva en este apartado.
El Encendido electrónico se introduce asimismo al tiempo que la inyección, aumentando el rendimiento de la chispa de encendido y permitiendo un mejor ajuste del avance según la Carga motor, al tiempo que se suprime el mantenimiento del Encendido del motor al carecer de Ruptor.

### La seguridad
En esta época es cuando empiezan los fabricantes a desarrollar la seguridad tanto activa como pasiva. La primera es la que evita que el accidente se produzca, la segunda es limitar los daños a los ocupantes una vez que se ha producido. Uno de los más antiguos sistemas de seguridad pasiva, fue el Parabrisas laminado montado en serie desde 1930. Posteriormente, Volvo introdujo desde 1958, el Cinturón de seguridad de 3 puntos. Posteriormente se desarrollaron como sistemas de seguridad activa el ABS y pasiva el Airbag, que empezaron siendo exclusivos de los vehículos de gama alta y han terminado siendo, como el cinturón de seguridad, obligatorios por Ley.
Dentro de la seguridad activa cabe mencionar la aparición en una primera época de la calefacción, y posteriormente del aire acondicionado, como medios para lograr que el conductor se centre en la conducción sin distraerse por la molestia causada por el frío o el calor excesivos.
- En el apartado de la iluminación, esencial en la seguridad activa, aparecen los Faros xenón [13] que permiten una conducción nocturna mucho más segura y descansada.

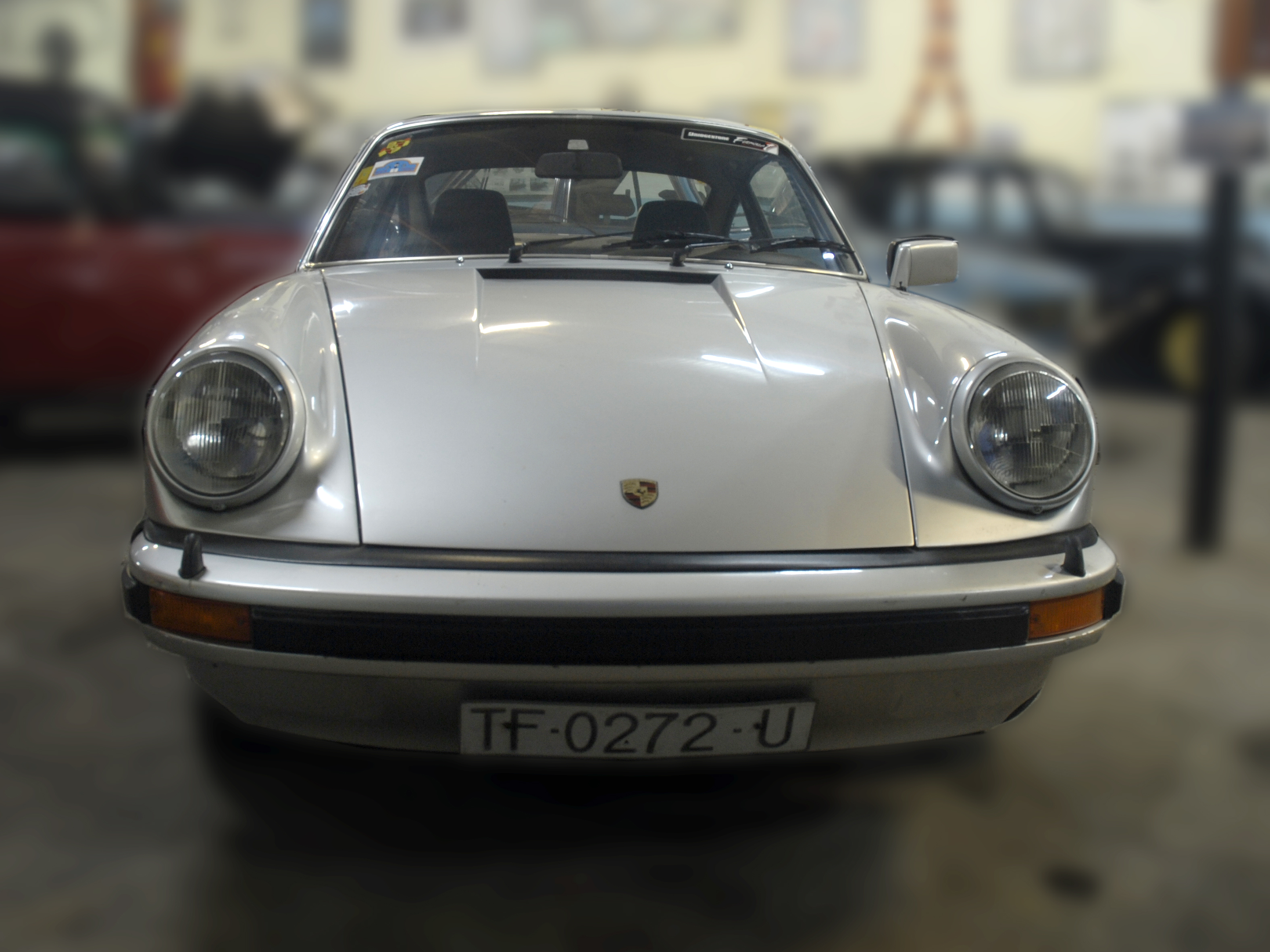
Porsche (museo del automòvil de Melilla.

#### Diseño; La evoluciòn de los autos.

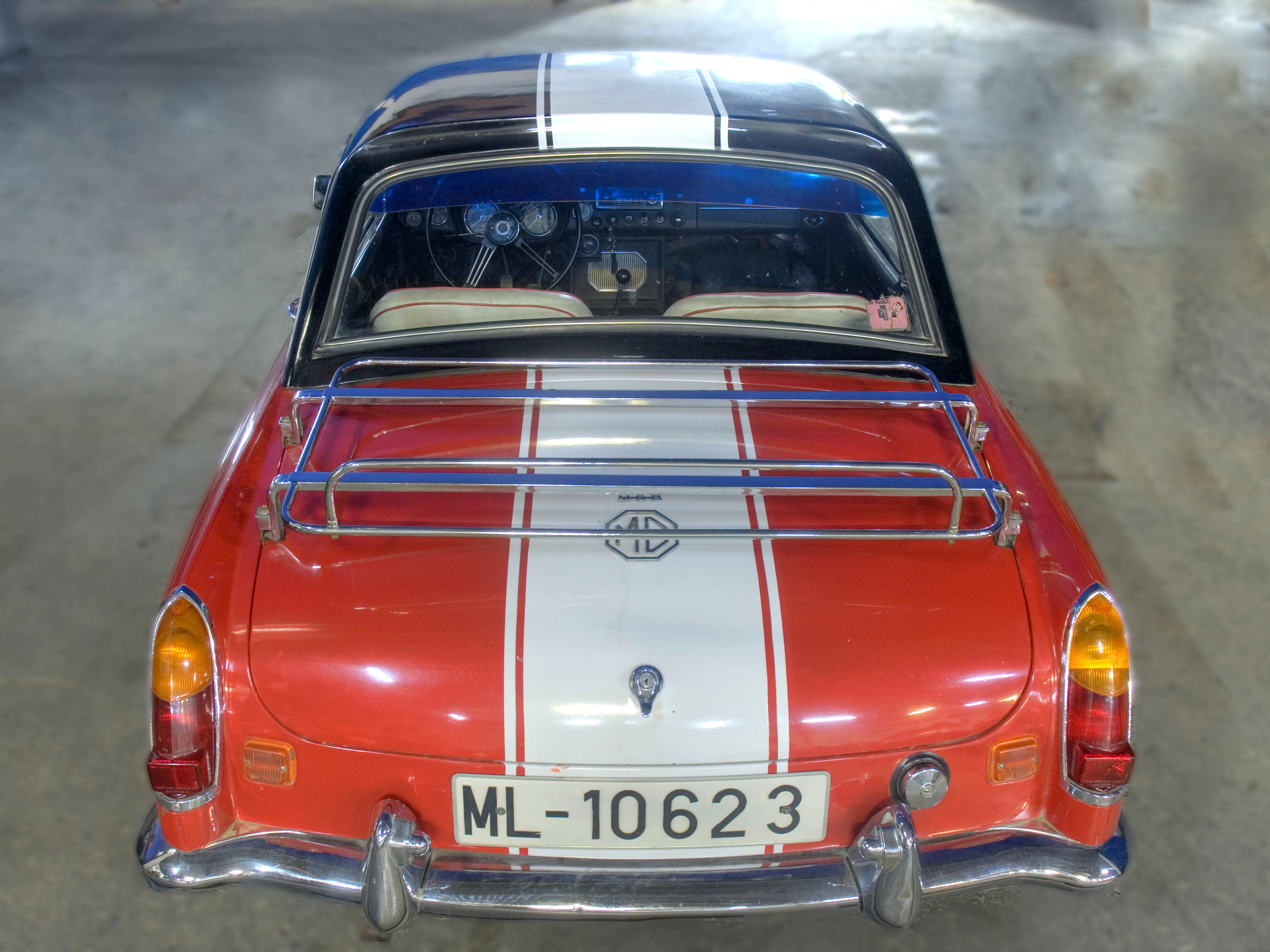
MG (Museo de Automovil de Melilla)

### La contaminación
Asimismo es la época en la que cobra una importancia cada vez más creciente la lucha contra la Contaminación atmosférica producida por los motores de combustión interna alternativos, que usan combustibles fósiles. Los contaminantes más relevantes son el "CO" o monóxido de carbono, las moléculas de "HC"o hidrocarburo, los NOx o óxidos de nitrógeno, las partículas en suspensión; mientras que el CO2 o dióxido de carbono aunque no es contaminante, es responsable del efecto invernadero.
A este respecto conviene resaltar que el comportamiento de los motores de gasolina o de ciclo Otto con respecto al motor diésel es bastante diferente, entre otras cosas por el rendimiento térmico más alto del motor de gasóleo. En efecto mientras la generación de CO, CO2 y de HC es bastante inferior en la combustión de gasóleo, por el contrario la producción de NOx es muy superior debido a las mayores temperaturas que se alcanzan en el inicio de la carrera de combustión.
Entre los diferentes dispositivos ideados para hacer frente a la misma encontramos el convertidor catalítico, el cual elimina sobre todo el CO, el HC y los NOx; el EGR, que elimina el NOx excesivo en los diésel; La sonda lambda, que monitoriza mediante señales eléctricas el contenido de Oxígeno en los gases de escape, el FAP que es un filtro de partículas, destinado a frenar la emisión de partículas en suspensión, básicamente de carbón (hollín).
El problema tanto de la contaminación en las grandes ciudades como del efecto invernadero ha forzado tanto a los gobiernos como a los fabricantes a plantearse cambios radicales en el sistema de propulsión de los automóviles: el vehículo híbrido, el vehículo híbrido enchufable, y el vehículo eléctrico puro.

## El futuro: la revolución en los sistemas de propulsión
Esta profunda transformación que ya ha empezado, no se debe solo a los motivos citados en el párrafo anterior, es decir el de la salvaguarda de la atmósfera de nuestro planeta y de la salud de sus habitantes, sino asimismo a las dudas que plantean las reservas de combustibles fósiles y su duración.

### Automoción eléctrica

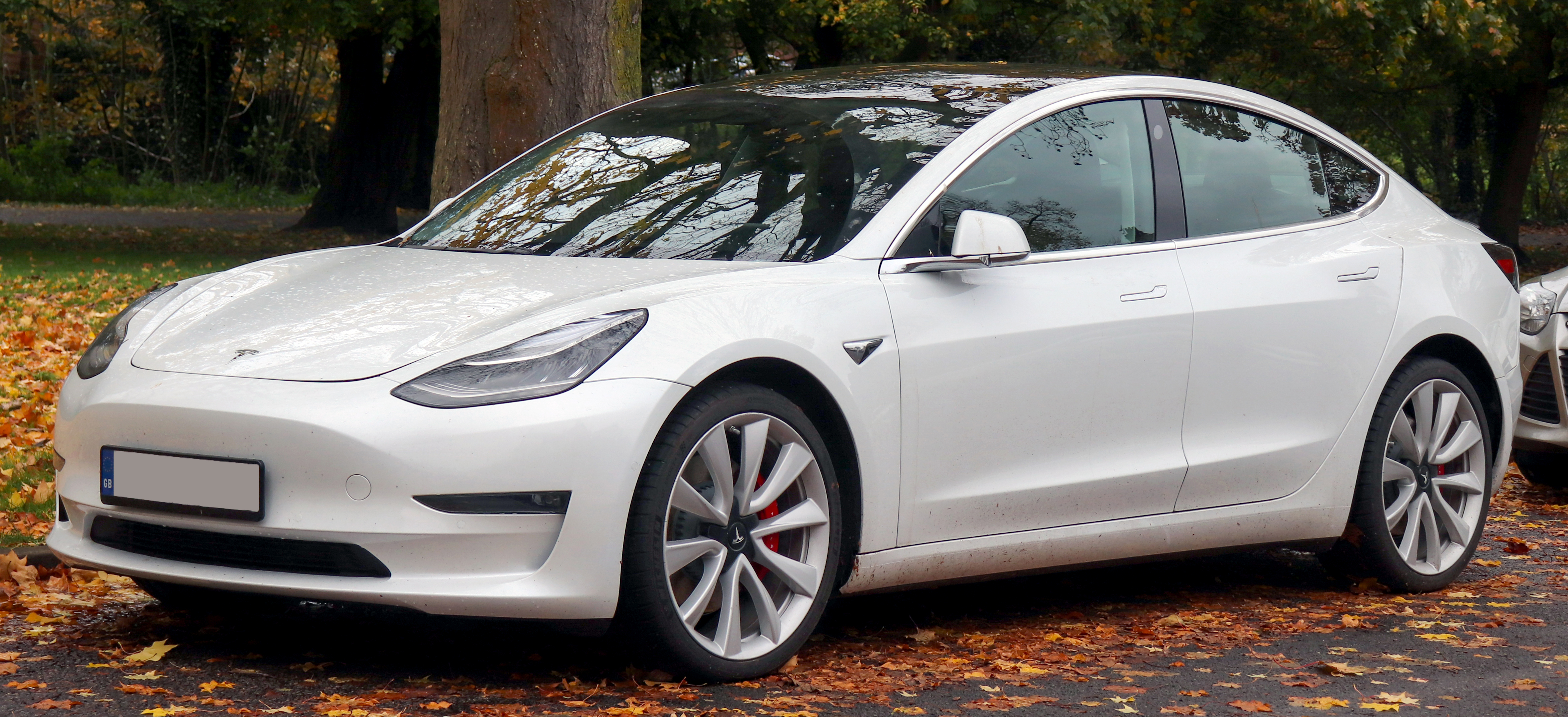
El Tesla Model 3 es el automóvil eléctrico más vendido en la historia.

Después de más de un siglo de la desaparición de los muchos precursores en este terreno, la evolución de las baterías de alimentación para el motor eléctrico, pasando de la batería de plomo y ácido a las baterías de ion de litio, con la disminución más que significativa de peso que aportan, los vehículos eléctricos han vuelto a resurgir alcanzando ya el nivel de fabricación en grandes series, de la mano de la mayor parte de los fabricantes. El cambio desde el motor de corriente continua al motor de corriente alterna junto con la enorme evolución de la electrónica de control ha hecho del vehículo eléctrico una de las soluciones más prácticas para la movilidad futura. Tan solo la autonomía relativamente reducida de las baterías hace que su uso se límite a las grandes ciudades, salvo excepciones como los Tesla

### El vehículo híbrido
Este desarrollo del vehículo recurre a una tecnología mixta, el motor térmico más el motor eléctrico, para eliminar el problema de la autonomía. En efecto, la batería se recarga con el motor térmico que arrastra a un alternador que a su vez puede funcionar como motor; de este modo se aprovecha la energía de regeneración en las frenadas y los descensos. Como desventaja se puede mencionar que no suprime de modo significativo las emisiones de gases contaminantes.

### El vehículo híbrido enchufable
En este sistema se aúnan todas las ventajas de los dos tipos de vehículos anteriores, sin las desventajas inherentes a cada uno de ellos.

## Vehículos representativos de esta época
- 1959 - 2000  BMC Mini - primer vehículo con motor transversal delantero, disposición generalizada actualmente, icono de los años 60 y tamaño mínimo para ciudad.

- 1966-presente Toyota Corolla - representativo del desarrollo y la capacidad de la industria japonesa.
- Dodge Challenger, Ford Mustang -  ejemplos de los muscle car de la época previa a la crisis del petróleo de 1973
- 1970-presente Range Rover, precursor de los SUV de los cuales todos los fabricantes tienen varias versiones y tamaños, con enormes cifras de ventas en muchos países.
- 1974-presente VW Golf -  como paradigma de lo que la fama adquirida un nombre de un modelo puede llegar a significar para la marca que lo ha lanzado
- 1975-1976 Cadillac Fleetwood Seventy-Five - uno de los autos más grandes fabricados, símbolo de los años más florecientes de la industria de Estados Unidos
- 1976-presente Honda Accord - los mismos comentarios que se mencionan sobre el Toyota Corolla
- 1986-presente Ford Taurus -  modelos americanos actualizados, compartiendo plataforma para fabricación en otros países
- 1983-1998 Peugeot 205 - uno de los modelos más longevos de la marca francesa

## El automotor post-pandemia (de COVID-19)
La pandemia de enfermedad por coronavirus de 2019-2021 se identificó por primera vez en diciembre de 2019 en la ciudad de Wuhan, capital de la provincia de Hubei, en la República Popular China, al reportarse casos de un grupo de personas enfermas con un tipo de neumonía desconocida. Los impactos en la salud y economía global fueron de una magnitud sin precedentes. 
La industria automotriz sufre en la actualidad un cambio drástico en el paradigma de compra y venta de autos. Las personas optan por investigar en línea en vez de visitar físicamente una concesionaria. A raíz de las medidas de protección anti-Covid19, las concesionarias se vieron forzadas a cerrar sus puertas al público. Esto potenció la intención de descubrimiento y compra por vías digitales.

## Historia de la venta de automóviles

### Orígenes de la industria automotriz: venta directa
El inicio de la industria automotriz se registra a finales del siglo XIX, cuando varios fabricantes de motores en distintas partes de Europa comenzaron a probar diferentes tipos de vehículos autopropulsados que pudieran prescindir de la tracción a sangre.
En la década de 1886, en Alemania, Carl Benz registró la primera patente de un vehículo alimentado a gasolina, convirtiéndose en el primer empresario del mundo en vender automóviles. Para 1899, Benz era la compañía fabricante líder, produciendo ese año un total de 572 vehículos.
En sus orígenes, por sus altos costos de producción, el automóvil era un bien de lujo exclusivo. A comienzos del siglo XX, en Detroit, EE. UU., la incorporación por parte de Ford de la línea de montaje permitió abaratar la producción y ofrecer automóviles accesibles para público masivo por primera vez.
Durante las primeras décadas de la industria las compañías fabricantes de automóviles vendían la mayoría de sus vehículos de forma directa en tiendas de departamentos, por órdenes de correo o a través de representantes itinerantes de ventas.
En 1987 el vendedor William E. Metzger inauguró en Detroit lo que se considera generalmente el primer concesionario de autos, vendiendo modelos Oldsmobile fabricados por General Motors. Durante estos años pioneros, Metzger y otros vendedores independientes continuaron siendo un canal minoritario, alternativo a la venta directa predominante.

### Posguerra: consolidación de los concesionarios
Tras el impulso industrial generado por las primera y 2.ª guerras mundiales, el mercado automotor experimentó un boom de consumo masivo que dio origen a las grandes empresas fabricantes y al modelo de ventas por concesión tal como se configuran hoy.
La transición desde la venta directa hacia la venta a través de concesionarios se fue dando durante el siglo XX a partir de la posguerra (décadas de 1940 y 1950), en sincronía con la masificación del consumo de automóviles. La escala de producción necesaria para abastecer al creciente mercado obligó a las fabricantes a especializarse y reinvertir en la producción y, para tal fin, a tercerizar la distribución en vendedores independientes con penetración local.
Este esquema de ventas fue creciendo al amparo de leyes que protegen la actividad en diferentes partes del mundo. En Estados Unidos, por ejemplo, la mayoría de los estados prohíben la venta directa de fábrica, obligando a las marcas a vender únicamente a través de una red de concesionarios. Durante la segunda mitad del siglo XX, los concesionarios y los salones de venta se consolidaron como el canal exclusivo para la compra de automóviles particulares.

### sigloXXI: Internet y el comercio electrónico
A principios del siglo XXI, la masificación de Internet y el subsecuente desarrollo del comercio electrónico trajo consigo un cambio de paradigma que está afectando la comercialización de automóviles. Por un lado, el poder de penetración de Internet con costos relativamente bajos habilita a las fabricantes a replantearse la venta directa como canal de comercialización viable. En este sentido, compañías como Tesla y Volvo son pioneras en experimentar con modalidades de venta directa en línea.
Por otro lado, el cambio global en los hábitos de consumo fomenta el uso de canales de información y de compra de automóviles en línea, en detrimento del salón de venta tradicional. Esta demanda no puede ser absorbida del todo por las propias concesionarias, cuyo modelo de negocios no contempla la inversión tecnológica necesaria para generar experiencias de compra en línea. La subsecuente vacancia favorece la incorporación de nuevos actores: plataformas web, como TrueCar en Estados Unidos, Carwow en Europa o Karvi en Latinoamérica, que integran el stock de múltiples concesionarias, permitiendo al usuario comparar precios y elegir entre diferentes ofertas.
La pandemia de COVID-19 declarada en 2020 y las medidas de confinamiento y distancia social adoptadas preventivamente a escala global aceleraron la demanda de canales de compra no presenciales. Esto fomenta una rápida integración del comercio electrónico y modalidades de venta totalmente en línea a la estructura de ventas de los concesionarios.